# Austronesiske sprog
Austronesiske sprog (fra græsk for 'sydlig ø') er en sprogfamilie der fortrinsvis findes på øerne i Sydøstasien og Stillehavet, og tales enkelte steder på det kontinentale Asien. Malagassisk, som tales på Madagaskar, er det eneste eksempel der ikke ligger i Sydøstasien. 
Austronesisk har ti primærundergrupper. Af disse findes ni på Taiwan og omkringliggende øer; de kaldes de formosiske sprog og er ikke i slægt med kinesisk). Den sidste gruppe er stamsprog for alle de andre sprog i familien, de malayopolynesisiske sprog. Disse inddeles i to grupper, de vestlige og centraløstlige malayopolynesiske sprog. De vestlige tales af omkring 300 millioner mennesker, og de centraløstlige af omkring én million. 
Med 1244 sprog (registreret hos Ethnologue), og en udbredelse fra Madagaskar til Påskeøen er det en af de største sprogfamilier i verden både i udbredelse og antal sprog. 
Sprogforskning og arkæologi har vist at sprogene oprindelig opstod i det sydøstlige Kina, og så spredte sig til Taiwan. 
Det er uenighed blandt lingvister om thaisprogene skal placeres i en udvidet definition af den austronesiske familie, eller om de bør indlemmes i de sinotibetanske sprog. Andre har forsøgt at vise et slægtskab mellem austronesiske og de austroasiatiske sprog. Ingen af teoriene har opnået bred anerkendelse. 
De malayopolynesiske sprog udtrykker normalt flertalsform ved gentagelse af hele eller dele af et ord (reduplikation). Alle de austronesiske sprog har stærk tendens til gentagelse af lyd. De fleste har ikke sammensætninger af tre eller flere påfølgende konsonanter. Antal vokaler er normalt lavt; de fleste har fem vokallyd.

## Sprog
Nogle af sprogene som tilhører den austronesiske sprogfamilie, er:
- Bantik
- Cebuano
- Filippinsk
- Gilbertesisk
- Hawaiiansk
- Ilokano
- Indonesisk
- Javanesisk
- Malay
- Maori
- Marshallesisk
- Minangkabau
- Naurisk
- Paiwan
- Tagalog
- Tongolesisk